# Mir-Ali-Mausoleum
Das Mir-Ali-Mausoleum im aserbaidschanischen Ort Aşağı Avşar im Bezirk Ağcabədi ist ein Mausoleum aus dem 13. Jahrhundert. Die Original-Bezeichnung ist nicht gesichert, der heutige Name ist eine umgangssprachliche Bezeichnung. Das Mausoleum liegt an der Straße von Bərdə nach Beyləqan.

## Bauwerk
Das zylinderförmige Turmmausoleum steht auf einem stufenförmigen Fundament, unter dem Gebäude befindet sich eine in den Fels gehauene Grabkammer. Der Turm wird von einem Zeltdach abgeschlossen und beherbergt den Andachtsraum. Das Mausoleum ist mit regelmäßigen, präzise gearbeiteten Steinplatten verkleidet, das schmale Tor ist mit einem Girlandenschmuck verziert. Der Gedenksaal ist asymmetrisch und besitzt eine Mihrab. Die kreuzförmige Grabkammer ist vom Erdgeschoss aus zu erreichen und ist mit einem Tonnengewölbe überdeckt.
Für die Bauzeit gibt es keine schriftlichen Quellen, doch wird von der Forschung eine Errichtung zu Beginn des 13. Jahrhunderts vermutet. Die Konstruktion wurde später oft nachgeahmt.